# جورج غوردون (سياسي)
جورج غوردون (بالإنجليزية: George Washington Gordon)‏ هو محامي وسياسي أمريكي، ولد في 5 أكتوبر 1836 بمقاطعة غيلز في الولايات المتحدة، وتوفي في 9 أغسطس 1911 في نفس البلد. حزبياً، نشط في الحزب الديمقراطي. وقد انتخب عضو مجلس النواب الأمريكي.